# Lubāns
Jezero Lubāns ili Lubānsko jezero (latvijski: Lubāns, Lubānas ezers, Lubāna ezers ili Lubana) najveće je jezero u Latviji s površinom od 65 odnosno 80,7 četvornih kilometara te s prosječnom dubinom oko 2 metra. Jezero je smješteno na istoku Latvije u povijesnoj pokrajini Latgale. Zbog čestih plavljenja okolnoga područja, od 1985. dotok u jezero umjetno je reguliran izgradnjom mnogih brana, pa umjesto nekadašnjih desetak rijeka u jezero utječe samo jedna. Mnogim rijekama jezero je izvor toka, a mnoge od njih su pritoke Zapadne Dvine ili Aiviekste. Rijeka je poznato ribogojilište jesetri i pastrva.
Nakon proljetnih poplava 1926. godine, prokopano je nekoliko jaraka i izgrađeno više brana, radi isušivanja jezera. Time je nadmorska visina jezera regulirana na 90 - 93 metra.